# Macarthur Coal
Macarthur Coal Limited este o companie publică australiană care are ca obiect de activitate extragerea cărbunelui. Companiea este listată la Australian Stock Exchange de la 1 iulie 2001.